# Jordi Pousa i Engroñat
Jordi Pousa i Engroñat (Granada, 1948) és advocat, funcionari i alcalde de l'Ametlla del Vallès des de l'any 2003. Ha estat secretari de l'ajuntament de Parets del Vallès.
Nasqué a Andalusia, encara que es va criar al barri de Gràcia de Barcelona, i viu a l'Ametlla del Vallès des del 1981.
Membre del PSC des dels anys 1980, va formar part del Consell Nacional del partit. Ha estat conseller comarcal des del 1995 fins al 2003 i del 2007 endavant. A les eleccions municipals del 2003 encapçalà la candidatura del PSC a l'Ametlla, que fou la força més votada, cosa que li permeté, a partir del 16 de juny, de governar en coalició amb tres grups independents. A les eleccions de 2007 amplià la seva victòria i revalidà l'alcaldia amb el suport del grup AIA. Del seu mandat cal destacar la posada en marxa d'una línia d'autobusos interurbana entre l'Ametlla i la Garriga i que s'hagi reformat can Camp per potenciar aquest barri.